# Monte Verena
Il Monte Verena (2.015 m s.l.m.) è una montagna del gruppo dell'Altopiano dei Sette Comuni, nelle Prealpi Venete. Si trova sull'Altopiano di Asiago, in provincia di Vicenza (Comune di Roana).

## Caratteristiche
La cima è priva d'alberi mentre il versante meridionale è caratterizzato da pendii ricoperti da foreste di abeti rossi e larici, che lasciano posto a mughete alle quote maggiori. Il versante nord invece precipita con pareti a picco sulla sottostante val d'Assa.

## Prima guerra mondiale
Sulla vetta del monte era stato costruito tra il 1910 ed il 1914 il Forte Verena a difesa dei confini italiani. Il Monte Verena assume un ruolo importantissimo durante il conflitto mondiale: proprio dal forte Verena partì il primo colpo di cannone che diede inizio alle ostilità nella Grande Guerra da parte italiana.

## Sport
Nella zona è praticato lo sci alpino grazie alla presenza di 3 impianti di risalita. La salita al monte Verena è una popolare escursione in mountain bike.